# Stazione di Osnago
La stazione di Osnago è una fermata ferroviaria posta sulla linea Lecco-Milano, a servizio dell'omonimo comune.

## Storia
Nonostante la linea fosse stata attivata nel 1863, la fermata venne attivata solo successivamente, fra il 1876 e il 1896.
Nel secondo dopoguerra ha avuto un utilizzo notevole grazie ai numerosi osnaghesi che lavoravano nelle grandi fabbriche milanesi.
Dalla fine degli anni '80 è stato eliminato il presidio delle F.S. ed è stato eliminato il personale di stazione, così la struttura è diventata sempre più fatiscente, e le F.S. hanno prospettato persino l'eliminazione della fermata. Una decisa reazione dei pendolari, sostenuti da tutta la cittadinanza, ha bloccato il tentativo di eliminazione e, nel 1997, grazie alla presa in carico da parte dell'Amministrazione Comunale, la struttura è stata data in gestione tramite un bando ad evidenza pubblica. Oggi è gestita dal Circolo ARCI LA LO.CO. che ha realizzato un ampliamento degli spazi ricettivo-culturali per i soci, oltre a una sala d'attesa, pulita e comoda, aperta a tutti i viaggiatori.
L'area esterna è oggetto di un intervento di recupero che prevede panchine, giochi per bimbi, area verde, spazi per noleggio e deposito biciclette, oltre al collegamento con la rete di piste ciclabili di Osnago e del Parco del Curone.
Nell'ambito dei lavori di raddoppio della tratta, la fermata è stata ricostruita a due binari; il nuovo assetto fu attivato 15 dicembre 2007.

## Movimento
La stazione è servita dai treni della linea S8 (Milano–Carnate–Lecco) del servizio ferroviario suburbano di Milano, con frequenza semioraria.

## Parco bici
Il 23 giugno 2013 è stato inaugurato l'ampliamento della stazione con l'apertura di un punto noleggio, riparazione e deposito custodito di biciclette, l'installazione di un biplano in legno adibito a gioco per bambini e la pittura del sottopasso ciclopedonale. Contestualmente si è ufficializzata l'ultimazione di un generale restyling dell'area della stazione con la messa a nuovo delle aree verdi e dei fabbricati ferroviari.